# Institut für Klimaschutz, Energie und Mobilität
Das Institut für Klimaschutz, Energie und Mobilität e.V. (IKEM) mit Sitz in Berlin und Greifswald forscht zu Fragen des Klimaschutzes im Spannungsverhältnis von Recht, Ökonomie und Politik. Das IKEM besteht seit 2009 als gemeinnütziger Verein und ist der Universität Greifswald als unabhängiges Forschungsinstitut angegliedert.
Das IKEM ist seit 2017 beim Wirtschafts- und Sozialrat der Vereinten Nationen als Nichtregierungsorganisation anerkannt und hat dort einen besonderen beratenden Status inne. Vorsitzender des Vereins und Direktor des Instituts ist Michael Rodi. Weitere Mitglieder des Vorstandes sind Christian Held (Stellvertretender Vorsitzender) und Simon Schäfer-Stradowsky.
Der (wissenschaftliche) Beirat besteht aus: Christian Held, Jelena Bäumler, Thorsten Beckers, Stephan Breidenbach, Volker Bühner, Olaf Däuper, Dörte Fouquet, Manfred Greis, Valentyn Gvozdiy, Friedrich-Wilhelm Hagemeyer, Barbara Hendricks, Florian Hertweck, Wolfgang Köck, Hans Kreisel, Michael Lehmann, Karsten Lemmer, Michael Mehling, Jörg Müller, Joachim Müller-Kirchenbauer, Sabine Nallinger, Friedbert Pflüger, Barbara Praetorius, Martin Pudlik, Rudi Rienzner, Roman Ringwald, Michael Sauthoff, Susanne Stoll-Kleemann, Juliane Thimet, Jürgen Trittin, Dodo Vögler und Alexander Vogt.

## Arbeitsbereiche
Das IKEM widmet sich Fragen des Klimaschutzes und hat sich auf rechts-, wirtschafts- und sozialwissenschaftliche Analysen spezialisiert, die Strategien zur Reduzierung von Treibhausgas-Emissionen und zum Umgang mit den Folgen des Klimawandels entwickeln oder optimieren.
Das IKEM forscht außerdem zu Themen einer nachhaltigen Energieversorgung. Zu den Schwerpunkten zählen Analysen zum Ausbau der erneuerbaren Energien, der Energieeffizienz, der Energiespeicherung, der Sektorenkopplung sowie der Umstellung auf kohlenstoffarme Wirtschaftsformen.
Im Verkehrsbereich widmet sich das IKEM insbesondere neuen Formen der Mobilität, innovativer Mobilitätskonzepte, autonomem Fahren und Elektromobilität. Untersucht werden zudem die Wechselwirkungen des Verkehrs mit volkswirtschaftlichen sowie energie- und klimapolitischen Fragen.
In allen genannten Bereichen spielt die Entwicklung von Betreiber- und Geschäftsmodellen sowie die Akzeptanz- und Nutzerpotenzialforschung eine besondere Rolle.

## Projekte
Das IKEM bearbeitet wissenschaftliche Projekte, die durch öffentliche und private Auftrag- und Zuwendungsgeber finanziert werden. Dazu zählen unter anderem das Bundesministerium für Umwelt, Naturschutz, Bau und Reaktorsicherheit, das Bundesministerium für Wirtschaft und Energie, das Bundesministerium für Verkehr und digitale Infrastruktur, das Umweltbundesamt, verschiedene Landesministerien, Unternehmen sowie europäische Förderprogramme. 
Seit der Gründung 2009 war das IKEM an über 260 Projekten beteiligt.

## Publikationen
Die Erkenntnisse aus der wissenschaftlichen Arbeit sowie aus den vom IKEM organisierten interdisziplinären Expertenrunden und Konferenzen werden in Form von Studien, Zeitschriftenbeiträgen, Stellungnahmen sowie der IKEM-Schriftenreihe veröffentlicht. Im Rahmen der Doktorandenförderung des Instituts werden außerdem Promotionsschriften publiziert. Unter anderem gab das IKEM in Zeitraum 2016–2019 im Auftrag des Bundesministeriums für Wirtschaft und Energie zusammen mit den Fraunhofer-Instituten IWES und ISI den Quartalsbericht „Monitoring der Direktvermarktung von Strom aus Erneuerbaren Energien“ heraus.

## Veranstaltungen
Unter dem Titel „IKEM Academy ‚Energy & Climate‘“ (bis 2018 „Summer Academy ‚Energy and the Environment‘“) veranstaltet das IKEM jährlich eine internationale Sommerakademie zu aktuellen energie- und klimapolitischen Themen. Neben regelmäßigen Gesprächsrunden wie dem „Forum Wärmewende“ und dem „Berliner Energiestammtisch“ sowie projektbezogenen Veranstaltungen organisiert das Institut jährlich eine Tagung zu einem spezifischen Forschungsthema („IKEM-Jahrestagung“).